# Мала Мочулка
Мала́ Мочу́лка — село в Україні, в Теплицькій селищній громаді Гайсинського району Вінницької області. Населення становить 848 осіб (станом на 1 січня 2021 р.).

## Географія
Село Мала Мочулка розташоване по обох боках глибокої і широкої кілька кілометрової долини, посеред якої протікає невелика річка Мочулка, права притока Удичу в басейні р. Південний Буг. Назва річки й села відображає ткацький промисел, розвинений в даній місцевості, оскільки споріднена зі словом мочила — «копанка, місце для мочіння конопель».
В межах села вздовж річки було 4-5 ставків, у яких ще відносно недавно вимочували прядиво, на берегах вибілювали домоткані полотна. Назви кількох ставків традиційні — Гуренків, Попів, Ковалів і Гильків.
Село оточене з північного сходу Степанівським лісом (або Залузьким запустом; на карті Боплана він позначений під назвою «Motorky Las»), з півночі — урочищем «Пропадюще», де бере початок згадана вище річка, ліском Чубова Стінка, з північного заходу — місцинами «Дубина», «Бузник» і «Ясинюха», з заходу — Савранським або Мочульським лісом, з південного заходу — струмком Ревуха і Бурлацьким лісом. На південні околиці села виходить інша широка мальовнича долина, у якій тече невелика річка Рудка. Село розташоване в місцевості з чудовими краєвидами, новонасадженими на схилах ярів лісками, родючими чорноземами і сприятливим для здоров'я кліматом. 

## Історія
Вважається, що село виникло внаслідок переселення частини людей із сусідньої Великої Мочулки (Мочулок, Доброполя, Тирасполя), але доказів цьому немає. Натомість відомий документ з 1645 р., в якому згадуються дві свіжоосаджені слободи Мочулки, що дає привід вважати цю дату, як першу письмову згадку про Малу Мочулку. З метричної книги також відомо, що у 1767 р. була побудована дерев'яна церква св. Івана Богослова, з трьома куполами, яка простояла аж до другої половини 30-х років ХХ ст., поки її не розібрали за наказом тодішніх властей. На унікальній світлині, виконаній у 1912 р. польським інженером Тадеушем Івашкевичем, зафіксовано вигляд цієї церкви.
Село газифіковане, подекуди містить водопровід.
12 червня 2020 року, відповідно розпорядження Кабінету Міністрів України № 707-р «Про визначення адміністративних центрів та затвердження територій територіальних громад Вінницької області», село увійшло до складу Теплицької селищної громади.
17 липня 2020 року, в результаті адміністративно-територіальної реформи і ліквідації Теплицького району, село увійшло до складу Гайсинського району.

## Постаті
- Покиньборода Віктор Васильович (1978—2024) — солдат збройних сил України, учасник російсько-української війни.